# Micronecta pingae
Micronecta pingae (лат.) — вид мелких водяных клопов рода Micronecta из семейства Гребляки (Corixidae, Micronectinae, или Micronectidae). Юго-Восточная Азия: Вьетнам (Cao Bang, Nghe An). Назван в честь энтомолога Dr Chen Ping-ping за его крупный вклад в изучение этой группы жуков.

## Описание
Мелкие водяные клопы, длина от 2,1 до 2,6 мм. Переднеспинка длиннее медианной длины головы. Встречаются тёмная и бледная формы. Тёмная форма со спинкой обычно светло-коричневой: лоб и темя от коричневато-жёлтого до коричневого; глаза красновато-коричневые. Переднеспинка бледно-желтовато-коричневая. Гемелитрон с мелкими красными точками, разбросанными особенно по оранжевой полосе вдоль переднего края клавуса и на границе между кориумом и эмболием. Кориум с тремя коричневыми отметинами в средней части, обычно сливающимися в одну пятно неправильной формы. Правая перепонка того же цвета и текстуры, что и кориум, на вершине более полупрозрачная. Левая перепонка полупрозрачная и коричневая. Вентральная часть груди и брюшка от бледно-жёлтого до желтовато-коричневого цвета, а ноги очень светлые, бледно-желтые или почти беловатые. Бледная форма: лоб, темя и переднеспинка бледно-желтоватые. Гемелитрон с нечеткими отметинами, больше похожими на разбросанные маленькие оранжевые точки. Мембрана того же цвета и текстуры, что и кориум, на вершине более полупрозрачная. Нижняя часть грудной клетки и брюшко бледно-жёлтые, а ноги очень светло-бледно-жёлтые или почти беловатые. Вид был впервые описан в 2021 году вьетнамскими энтомологами Tuyet Ngan Ha и Anh Duc Tran (Faculty of Biology, VNU University of Science, Vietnam National University, Ханой, Вьетнам) по материалам из Вьетнама.